# Xysticus simplicipalpatus
Xysticus simplicipalpatus là một loài nhện trong họ Thomisidae.
Loài này thuộc chi Xysticus. Xysticus simplicipalpatus được Hirotsugu Ono miêu tả năm 1978.